# Manukau International 2001
Die Manukau International 2001 im Badminton fanden Ende April 2001 statt.

## Die Sieger und Platzierten
| Disziplin    | Gold                                   | Silber                          | Bronze                           |
| ------------ | -------------------------------------- | ------------------------------- | -------------------------------- |
| Herreneinzel | Geoffrey Bellingham                    | Nathan Malpass                  | Nick Hall                        |
| Herreneinzel | Geoffrey Bellingham                    | Nathan Malpass                  | Stuart Gomez                     |
| Dameneinzel  | Rhona Robertson                        | Rayoni Head                     | Larisa Kishore                   |
| Dameneinzel  | Rhona Robertson                        | Rayoni Head                     | Karen Tam                        |
| Herrendoppel | Boyd Cooper Travis Denney              | Ashley Brehaut Stuart Brehaut   | Geoffrey Bellingham John Moody   |
| Herrendoppel | Boyd Cooper Travis Denney              | Ashley Brehaut Stuart Brehaut   | Byron Smith Conrad Travers       |
| Damendoppel  | Rhona Robertson Sara Runesten-Petersen | Rachel Hindley Tammy Jenkins    | Tania Luiz Kate Wilson-Smith     |
| Damendoppel  | Rhona Robertson Sara Runesten-Petersen | Rachel Hindley Tammy Jenkins    | Gabriel Shirley Kimberly Windsor |
| Mixed        | Nick Hall Sara Runesten-Petersen       | Travis Denney Kate Wilson-Smith | Boyd Cooper Rayoni Head          |
| Mixed        | Nick Hall Sara Runesten-Petersen       | Travis Denney Kate Wilson-Smith | Robert Batty Gabriel Shirley     |